# Popquiz
Popquiz was een quizprogramma over muziek op VTM. Het liep in het voorjaar van 2021 en werd gepresenteerd door Matthijs van Nieuwkerk. Twee muzikanten, Laurens 'Lokko' Billet (drummer bij o.a. Douglas Firs en Buurman) en Senne Guns, brengen live muziek ter ondersteuning. De quiz is via de site van VTM ook te zien in Nederland.

## Concept
Twee duo's van muziekliefhebbers, team P en team Q, nemen het tegen elkaar op in verschillende rondes. Vanaf de tweede ronde doet er met elk team ook een bekende Vlaming mee. De score wordt voorgesteld als een soort rangschikking in een hitparade.  
De vier teams die het best gerangschikt staan in de eerste 7 uitzendingen gaan door naar de halve finales. De laatste uitzending is de finale. De eindwinnaar wint een jaar lang kaartjes voor alle concerten in het hele land. De winnaars van de eerste editie van de Popquiz waren Ben De Smet en Sarah Staes.

## Onderdelen
WonderwallEr wordt een muur getoond met bekende mensen. De deelnemers moeten raden naar wie het muzieknummer dat ze horen verwijst. Na deze ronde krijgt het winnende team een bekende Vlaming toegewezen, ze kunnen deze aanvaarden of weigeren.
Cover en kwelEr worden covers gespeeld van bekende nummers, de deelnemers moeten titel en uitvoerder raden.
Blurred LinesDe deelnemers moeten snel bekende liedjesteksten aanvullen. De teams spelen apart, elk gedurende een minuut.
Mash-upsDe deelnemers krijgen een mash-up van drie nummers te horen, ze moeten de titels geven. De eerste titel levert één hogere positie op, de tweede twee en de derde drie. Bij een fout mag het andere team verder gaan.
Korte Liedjes Duren Niet LangDe deelnemers horen een kort stukje muziek en moeten titel en uitvoerder geven. Elk goed antwoord levert één hogere positie op, maar bij een fout gaat er een positie af en krijgt het andere team een kans. Indien nodig wordt na enige tijd de inzet verdubbeld of zelfs verdriedubbeld. Wie het eerst de top van de hitparade bereikt mag de Supermedley spelen.
SupermedleyDit is het finalespel. De BV doet niet meer mee. De deelnemers krijgen 10 fragmenten te horen en 10 platenhoezen te zien. Het team moet zoveel mogelijk namen geven. Het aantal juiste antwoorden en de tijd bepalen de rangschikking van het team in vergelijking met de andere uitzendingen.

## Afleveringen
| Afl. | Datum van uitzending | Bekende Vlamingen                     |
| ---- | -------------------- | ------------------------------------- |
| 1    | 1 april 2021         | Bab Buelens & Bart Peeters            |
| 2    | 8 april 2021         | Christoff De Bolle & Danira Boukhriss |
| 3    | 15 april 2021        | Charlotte Timmers & Otto-Jan Ham      |
| 4    | 22 april 2021        | Steven Van Herreweghe & Pedro Elias   |
| 5    | 29 april 2021        | Jennifer Heylen & Sven De Leijer      |
| 6    | 6 mei 2021           | Hakim Chatar & Siska Schoeters        |
| 7    | 13 mei 2021          | Adriaan van den Hoof & Evi Hanssen    |
| 8    | 20 mei 2021          | Olga Leyers & Rik Verheye             |
| 9    | 27 mei 2021          | Lennert Coorevits & Natalia Druyts    |
| 10   | 2 juni 2021          | Bab Buelens & Ella Leyers             |